# دنیل ریکاردو
دنیل ریکاردو (زادهٔ ۱ ژوئیه ۱۹۸۹) یک رانندهٔ استرالیایی است که برای ریسینگ بولز ( آلفاتئوری سابق ) در مسابقات فرمول یک، شرکت می‌کند. پس از بازنشستگی مارک وبر از فرمول یک، ریکاردو به عنوان جانشین او در تیم ردبول برای فصل ۲۰۱۴ معرفی شد. او در نخستین فصل حضور در مسابقات فرمول یک با تیم ردبول، در مکان سوم قرار گرفت و در سه مسابقهٔ کانادا، مجارستان و بلژیک، پیروز شد او سال های ۲۰۲۱ و ۲۰۲۲ در مکلارن بود ولی عمل کرد قابل قبولی نداشت و باعث اخراج او از مکلارن شد، ولی به ردبول به عنوان راننده ذخیره یا سوم بازگشت. او پس از مدتی کناره گیری از دنیای فرمول یک در فصل ۲۰۲۳ و پس از گرند پری بریتانیا ۲۰۲۳ جایگزین نیک د وریز راننده هلندی تیم آلفاتئوری شد و در 7 مسابقه ای که برای این تیم در فصل ۲۰۲۳ شرکت کرد به جایگاه 17 ام جدول رانندگان دست یافت. او دوبار در سال های 2014 و 2016 در جدول رانندگان مقام سوم را کسب کرده. او همچنین 8 پیروزی در کارنامه خود دارد که آخرین آن به جایزه بزرگ ایتالیا ۲۰۲۱ برمی گردد.

## زندگی شخصی
پدر او اهل سیسیل و مادرش اهل کالابریا است.

## فعالیت حرفه‌ای

### فرمول فورد و فرمول بی‌ام‌و
ریکاردو در پرت استرالیای غربی به دنیا آمد و در سن نه سالگی رانندگی در کارتینگ را آغاز کرد. در سال ۲۰۰۵، وارد مسابقات فرمول فورد استرالیای غربی شد و در پایان فصل، مقام هشتم را به دست آورد. در فصل بعد، مجوز حضور در مسابقات آسیایی فرمول بی‌ام‌و را به دست آورد و در نخستین فصل، دو پیروزی را کسب کرد. در پایان فصل، ریکاردو با ۲۳۱ امتیاز سوم شد.

### فرمول رنو
در سال ۲۰۰۷ ریکاردو وارد فرمول رنو شد و در مسابقات اروپایی و ایتالیایی شرکت کرد. در مسابقات ایتالیایی با ۱۹۶ امتیاز، هفتم شد؛ ولی در مسابقات اروپایی هیچ امتیازی به دست نیاورد.
ریکاردو در سال دوم حضورش در فرمول رنو، در مسابقات اروپایی و اروپای غربی شرکت کرد. در پایان فصل، در اروپای غربی اول شد و در مسابقات اروپایی پس از والتری بوتاس فنلاندی دوم شد.

### فرمول سه
طی فصل ۲۰۰۸، ریکاردو نخستین بار در مسابقات فرمول سه در نوربورگرینگ حضور یافت.
سپس در فصل ۲۰۰۹ به مسابقات فرمول ۳ بریتانیا منتقل شد و در پایان فصل، به قهرمانی رسید تا پس از قهرمانی دیوید بربهم در سال ۱۹۸۹، نخستین استرالیایی باشد که در فرمول ۳ بریتانیا قهرمان می‌شود.

### فرمول یک

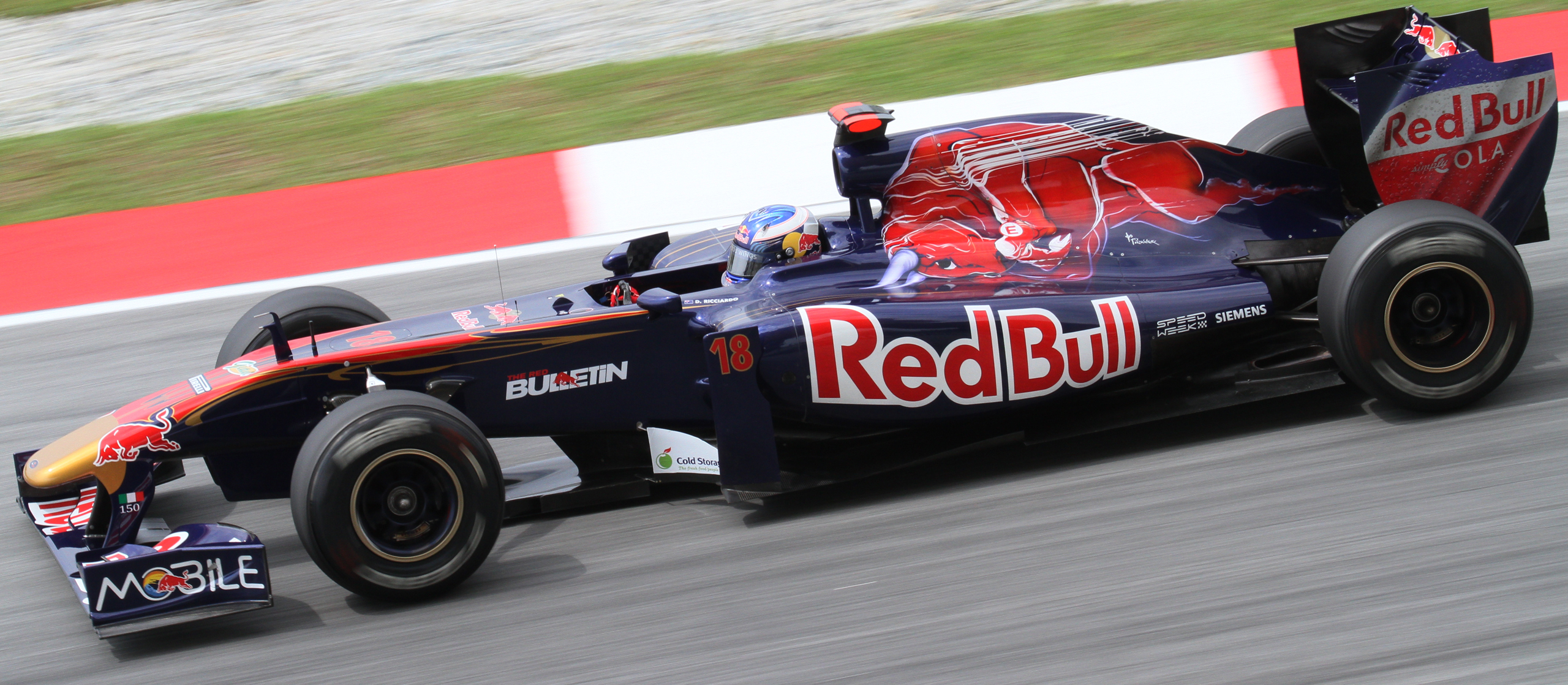
ریکاردو سومین رانندهٔ تورو روسو در مسابقهٔ مالزی ۲۰۱۱

نخستین حضور ریکاردو در یک خودروی فرمول یک، شرکت در تست رانندگان جوان تیم ردبول در پیست خرز در دسامبر ۲۰۰۹ بود. در روز پایانی تست، او بهترین زمان را ثبت کرد و تنها راننده‌ای بود که رکوردی در محدودهٔ ۱:۱۷ داشت. مدیر تیم پیشنهاد کرد که در فصل ۲۰۱۰ ریکاردو به عنوان رانندهٔ ذخیره جانشین هارتلی شود.
ریکاردو به عنوان رانندهٔ آزمایشی و ذخیرهٔ تورو روسو در فصل ۲۰۱۱ معرفی شد و در مسابقهٔ استرالیا در رتبهٔ شانزدهم مرحلهٔ زمان‌گیری قرار گرفت.

#### تورو روسو (۲۰۱۲–۲۰۱۳)

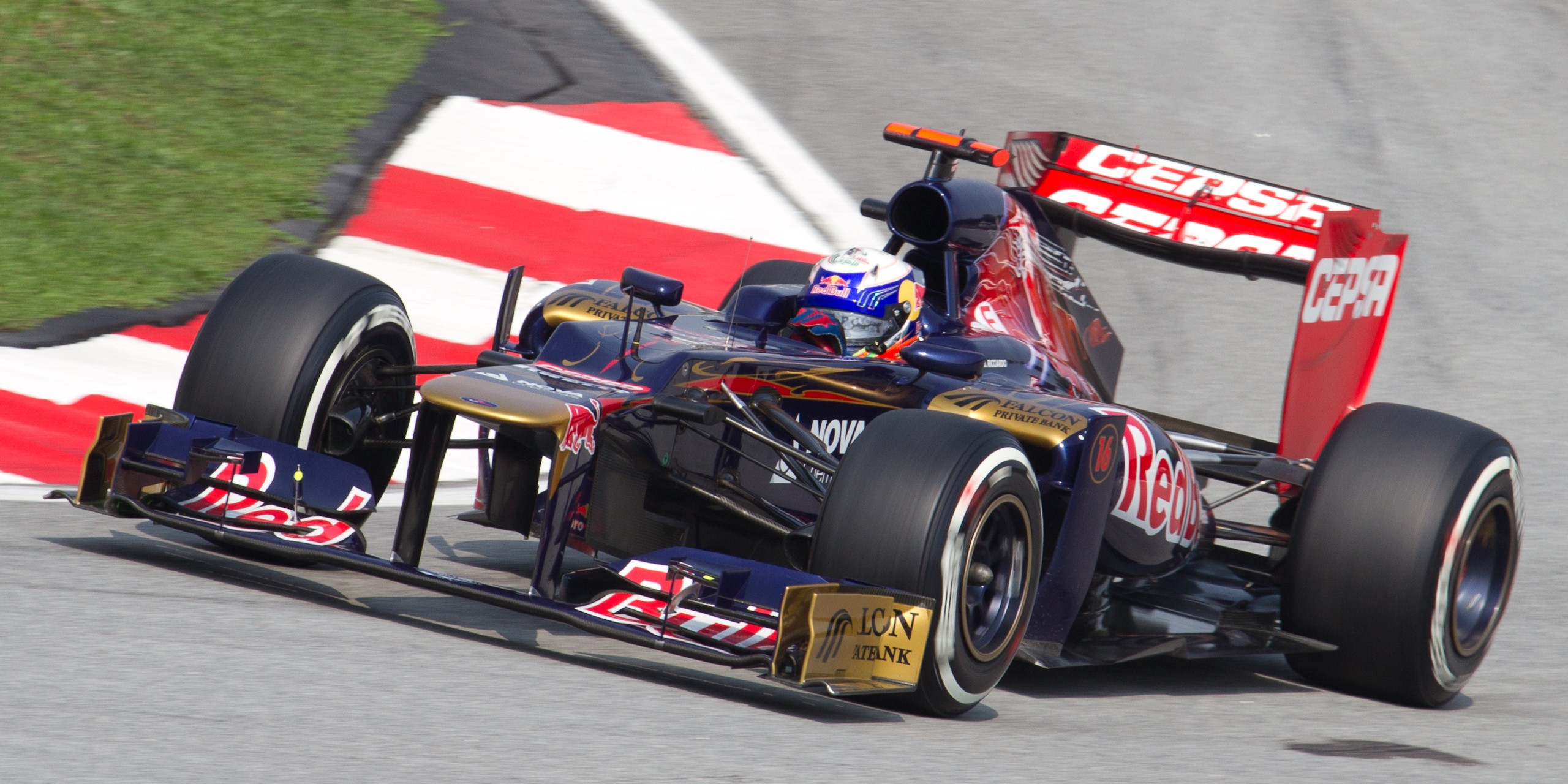
ریکاردو با خودروی تورو روسو در مسابقهٔ مالزی ۲۰۱۲

در ۱۴ دسامبر ۲۰۱۱ اعلام شد که ریکاردو در فصل ۲۰۱۲ به همراه جان اریک ورن برای تیم تورو روسو مسابقه می‌دهد.
در مسابقهٔ استرالیا در ۱۸ مارس ۲۰۱۲ ریکاردو در رتبهٔ نهم قرار گرفت و نخستین امتیازات خود را در این مسابقات به دست آورد.
در ۳۱ اکتبر ۲۰۱۲ تورو روسو اعلام کرد که قرارداد ریکاردو را برای فصل ۲۰۱۳ تمدید کرده‌است.

#### ردبول (۲۰۱۴–۲۰۱۸,)
ریکاردو در آغاز فصل ۲۰۱۴ جانشین مارک وبر در تیم ردبول شد تا هم‌تیمی سباستین فتل شود. در نخستین فصل، توانست روی سکوی سوم بایستد. ولی در فصل ۲۰۱۵ تنها در دو مسابقه روی سکو رفت و در پایان فصل نیز به مقام هشتم رسید. او در سال ۲۰۱۶ با عملکردی نسبتاً خوب توانست دوباره سوم شود در سال بعد هم در آخرین مسابقه جایگاه خود را از دست داد و پنجم شد. او در اوایل فصل بعد شروع خوبی داشت اما در ادامه با بد شانسی‌های پشت سر هم فصل را با رده ششم به پایان رساند

## رنو (۲۰۱۹–۲۰۲۰)
ریکاردو تا پایان ۲۰۱۸ با ردبول ماند. در ۲۰۱۸ وی شرایط خوبی نداشت و بارها اتفاق افتاد که به علت نقص فنی از مسابقه کنار رفته باشد، در نهایت او تصمیم گرفت که راهش را از ردبول جدا کند و برای ۲۰۱۹ با رنو باشد. او درسال ۲۰۱۹ بارنو موفق شد یک بار در مونزا چهارم شود رنو در اکثر فصل از مکلارن کندتر بود بخاطر همین او نتوانست فصل خوبی را داشته باشد و ۵۴ امتیاز در رتبه نهم قرار گرفت. او در سال ۲۰۲۰ در مسابقات ایفل و ایمولا برای رنو روی سکو رفت تا رنو پس از سال ۲۰۱۱ برای اولین بار خودرو خود را روی سکو ببیند. وی در پایان سال ۲۰۲۰ در رده پنجم جدول رانندگان قرار گرفت. پس از جدایی فتل از فراری در آخر ۲۰۲۰ و پیوستن ساینز به فراری او به مکلارن برای سال۲۰۲۱ پیوست

## مکلارن (۲۰۲۱-۲۰۲۳)
این اولین سال از قرداد دو ساله لو با مکلارن بود و او در این فصل به همراه لندو نوریس راننده ی تیم مک لارن بود. او در جایزه بزرگ مونزا ۲۰۲۱ مقام اول را کسب کرد ولی در مجموع عملکرد خوبی نداشت و به رتبه 8 ام در جدول رانندگان رسید درحالی که هم تیمی جوان اش لندو نوریس به رتبه 6 ام دست یافت.
سال دوم و آخر حضور او در مکلارن با شکست بزرگ مواجه شد. بهترین نتیجه او در این فصل مربوط به پنجمی در جایزه بزرگ سنگاپور ۲۰۲۲ بود. فصل فاجعه بار ۲۰۲۲-۲۰۲۳ باعث شد مدیر تیم مکلارن زک براون به این همکاری در پایان فصل خاتمه دهد و اسکار پیاستری جایگزین او شد. لو در نهایت به رتبه ای بهتر از 11امی در جدول رانندگان ۲۰۲۳ نصیبش نشد. پس از پایان قرارداد دنیل، او به مدت نیم فصل بدون تیم ماند تا اینکه در آلفاتئوری ( ریسینگ بولز امروز ) جانشین نیک د وریز  شد.